# Judith Wyder
Judith Wyder (Berna, 25 giugno 1988) è un'orientista svizzera.

## Biografia
Judith Wyder è diventata nel 2007 membro del team nazionale svizzero di corsa d'orientamento partecipando per la prima volta ai Campionati mondiali di orientamento juniori (JWOC).  In Australia, a Dubbo ha vinto la medaglia di bronzo nella squadra svizzera di staffetta juniori. Nel 2011 debutta ai Campionati del Mondo in Francia, dove ottiene la sua prima medaglia mondiale giungendo terza alla gara su distanza media dietro la svedese Helena Jansson e la danese Ida Bobach. Nel 2012 arriva quarta alla gara sprint dei Campionati europei di Falun. Ai Campionati del mondo di Losanna, in Svizzera di due mesi dopo ha vinto con Ines Brodmann und Simone Niggli-Luder la medaglia d'oro nella staffetta femminile. Nel 2013, sempre nella staffetta femminile, vince la medaglia di bronzo ai campionati del mondo di Voukatti. Ai World Games del 2013 vince insieme a Daniel Hubmann, Sara Lüscher e Matthias Kyburz la medaglia d'oro per la Svizzera nella staffetta sprint.
Il 2014 è l'anno in cui Judith Wyder raggiunge l'apice. Ai Campionati Europei di Palmela, in Portogallo, Wyder vince l'oro nella sprint, nella lunga distanza e nella staffetta con Julia Gross e Sabine Hauswirth. Nel luglio 2014 ai Campionati del Mondo di Orientamento in Trentino e Veneto (WOC2014 Wyder riesce a mettersi al collo ben quattro medaglie, di cui d'ori, diventando così la più forte orientista al mondo dell'anno. Ha vinto l'oro nella distanza sprint, nella staffetta mista (nella sua prima apparizione ad un mondiale) insieme a Rahel Friedrich, Martin Hubmann e Matthias Kyburz e nella staffetta femminile, sempre in squadra con Lüscher e Hausiwrth. Il bronzo è arrivato nella distanza lunga, dietro alla russa Swetlana Mironowa e alla svedese Tove Alexandersson.

## Miglior Piazzamenti
| Campionati del Mondo | Sprint | Mittel | Lang | Mixed | Staffel |
| -------------------- | ------ | ------ | ---- | ----- | ------- |
| 2011 Savoie          | 19.    | 3.     |      |       | 7.      |
| 2012 Lausanne        | 16.    | 20.    |      |       | 1.      |
| 2013 Vuokatti        | dsq    | 13.    |      |       | 3.      |
| 2014 Trient/Venetien | 1.     |        | 3.   | 1.    | 1.      |

| Campionati Europei | Sprint | Mittel | Lang | Staffel |
| ------------------ | ------ | ------ | ---- | ------- |
| 2012 Falun         | 4.     | 13.    |      |         |
| 2014 Palmela       | 1.     |        | 1.   | 1.      |

| Generale di coppa del mondo | Generale di coppa del mondo |
| --------------------------- | --------------------------- |
| 2009                        | 37.                         |
| 2010                        | 35.                         |
| 2011                        | 18.                         |
| 2012                        | 6.                          |
| 2013                        | 5.                          |
| 2014                        | 2.                          |

| World Games | Sprint | Mittel | Mixed |
| ----------- | ------ | ------ | ----- |
| 2013 Cali   | 6.     | 5.     | 1.    |

| Campionati del mondo juniori | Sprint | Mittel | Lang | Staffel |
| ---------------------------- | ------ | ------ | ---- | ------- |
| 2007 Dubbo                   | 20.    | 18.    | 30.  | 3.      |
| 2008 Göteborg                | 23.    | 11.    | 13.  | 8.      |